# Lina-Marie Lieb
Lina-Marie Lieb (* 30. Juli 2001 in Sonneberg) ist eine deutsche Volleyball- und Beachvolleyballspielerin.

## Karriere

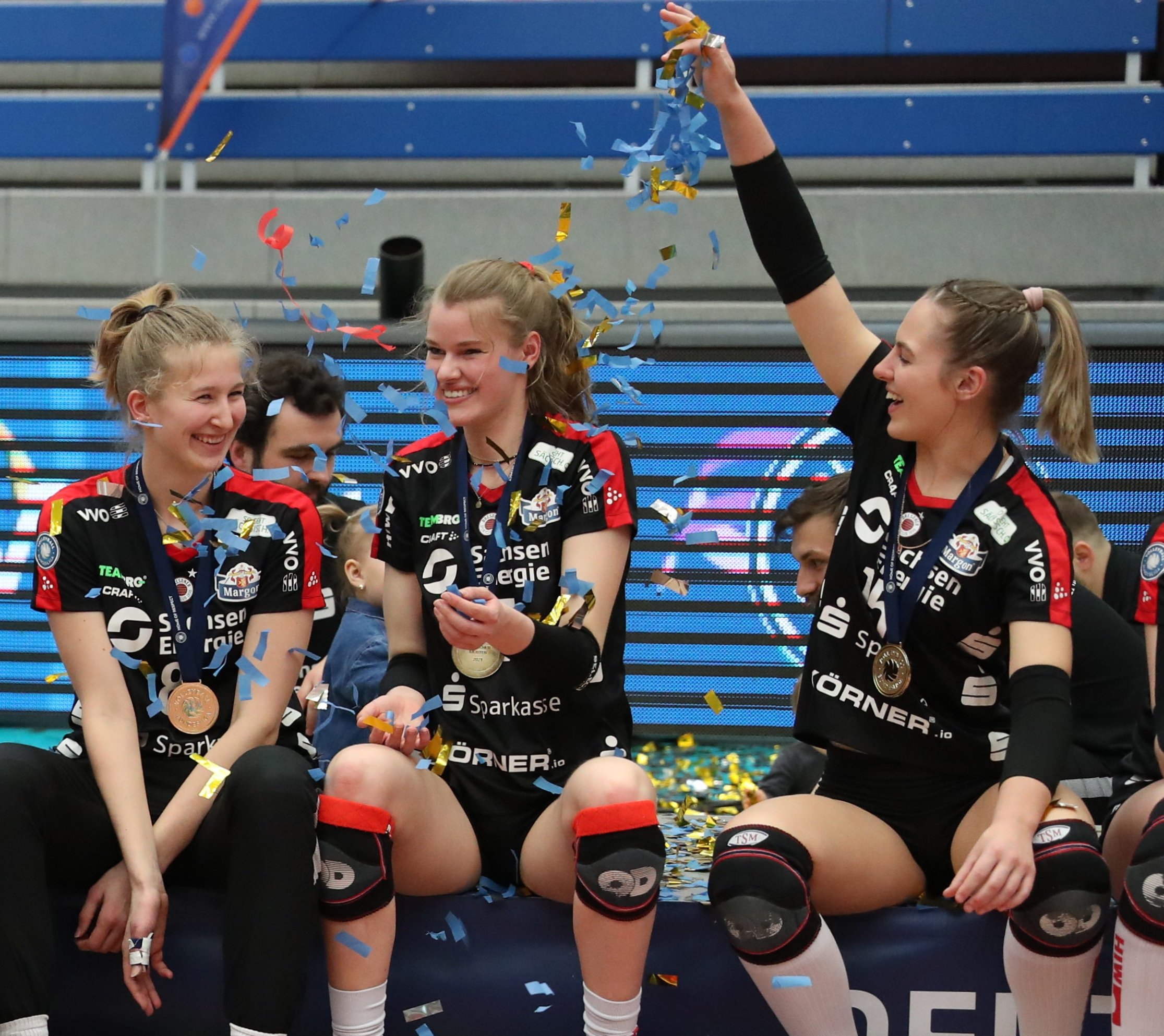
Lieb (rechts) zusammen mit Monique Strubbe und Camilla Weitzel (2021)

### Hallen-Volleyball
Lieb begann mit dem Volleyballspielen im Grundschulalter beim 1. Sonneberger VC 04. Bereits im Jugendalter spielte sie für die Thüringer Landesauswahl, ehe sie 2016 in das Nachwuchszentrum des VC Olympia Dresden wechselte. Dort rückte sie schnell in die Zweitbundesligamannschaft auf und wurde eine der tragenden Säulen des Teams und erarbeitete sich den Ruf als großes Nachwuchstalent. 2020 unterzeichnete sie einen Einjahresvertrag beim Dresdner SC. Mit dessen Bundesligakader gewann sie in der Saison 2020/21 die deutsche Meisterschaft. Nach dem Ende der Saison gab der Verein bekannt, den auslaufenden Vertrag mit Lieb nicht zu verlängern. Ende Mai 2021 wurde Lieb vom Ligakonkurrenten NawaRo Straubing verpflichtet. Zwischen 2022 und 2024 spielt sie für die Zweitliga-Mannschaft von den ESA Grimma Volleys. Zur Saison 2024/25 wechselte sie in die Schweiz zum VC Kanti Schaffhausen.

### Beachvolleyball
Für den Dresdner SC trat Lieb ab 2016 auch bei Beachvolleyballwettbewerben an. 2016 und 2017 spielte sie gemeinsam mit Sophie Tauchert, mit der sie 2017 die Thüringer U17- und U18-Landesmeisterschaften gewinnen konnte. Zudem wurde sie 2017 mit Sina Stöckmann Thüringer U19-Vizemeisterin. 2018 und 2019 spielte Lieb gemeinsam mit Deborah Scholz verschiedene Turniere, wurde 2018 bei den deutschen U19-Meisterschaften Siebte sowie 2019 bei den deutschen U20-Meisterschaften Neunte. Zusammen mit Monique Strubbe trat sie 2018 bei den deutschen U18-Meisterschaften an, wo das Duo ebenfalls Platz 7 erreichen konnte. Mit Sina Stöckmann erreichte sie 2019 Platz 11 bei den deutschen U19-Meisterschaften.

## Privates
Lieb legte das Abitur am Sportgymnasium Dresden ab und studiert Hydrowissenschaften an der Technischen Universität Dresden.